# مقيطعة (فرع العدين)

تعديل مصدري - تعديل

مقيطعة هي إحدى قرى عزلة العاقبة بمديرية فرع العدين التابعة لمحافظة إب، بلغ تعداد سكانها 414 نسمة حسب تعداد اليمن لعام 2004.